# Krokmyrliden
Koordinaten: 63° 29′ 56″ N, 18° 17′ 17″ O

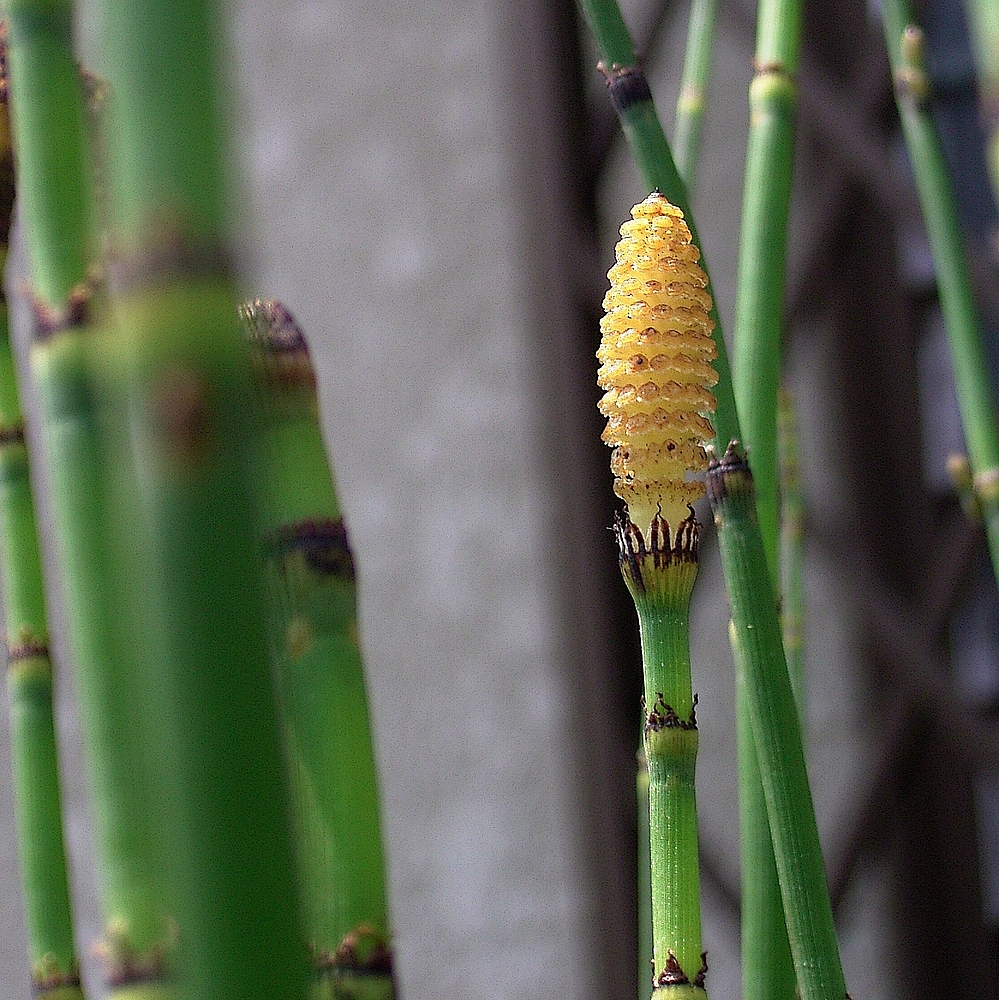
Winter-Schachtelhalm

Das Krokmyrliden ist ein eutrophes Moor zirka 8 Kilometer nördlich von Mellansel und eines der wenigen kalkhaltigen Moore in Ångermanland. Das anstehende Gestein in Ångermanland besteht zu großen Teilen aus Gneis und Granit, und es wachsen Pflanzen, die an saure Milieus angepasst sind. Hier jedoch kommen Pflanzen wie Grüne Hohlzunge, Winter-Schachtelhalm und Mücken-Händelwurz vor. Seltene Pflanzen die sonst in Ångermanland nicht vorkommen sind etwa Karlszepter, Pestwurz und Schwarzschopf-Segge.